# Liga Nacional de Nueva Zelanda 1995
La Liga Nacional de Nueva Zelanda 1995 fue la vigesimasexta edición de la antigua primera división del país y la tercera y última edición del formato de la Superclub League, que en 1996 sería remplazada por la National Summer Soccer League, cuyos equipos participantes eran definidos por la Asociación de Fútbol de Nueva Zelanda sobre la base de la estabilidad económica, sin ascensos y descensos. El torneo lo ganó el Waitakere City, siendo su tercer título en el campeonato.

## Fase regional

### Northern League
| Pos | Equipo                      | PJ | G  | E | P  | GF | GC | Dif | Pts |
| --- | --------------------------- | -- | -- | - | -- | -- | -- | --- | --- |
| 1   | Waitakere City FC           | 18 | 15 | 2 | 1  | 76 | 10 | 66  | 47  |
| 2   | North Shore United          | 18 | 11 | 4 | 3  | 48 | 20 | 28  | 37  |
| 3   | Waikato United              | 18 | 11 | 2 | 5  | 47 | 16 | 31  | 35  |
| 4   | Ellerslie                   | 18 | 11 | 0 | 7  | 58 | 28 | 30  | 33  |
| 5   | University-Mount Wellington | 18 | 10 | 2 | 6  | 48 | 33 | 15  | 32  |
| 6   | Central United              | 18 | 7  | 4 | 7  | 34 | 30 | 4   | 25  |
| 7   | Papatoetoe                  | 18 | 7  | 1 | 10 | 21 | 52 | -31 | 22  |
| 8   | Mount Maunganui             | 18 | 6  | 2 | 10 | 29 | 31 | -2  | 20  |
| 9   | Manurewa                    | 18 | 2  | 1 | 15 | 29 | 31 | -2  | 7   |
| 10  | Mount Albert-Ponsonby       | 18 | 0  | 2 | 16 | 9  | 97 | -88 | 2   |

### Central League
| Pos | Equipo                 | PJ | G  | E | P  | GF | GC | Dif | Pts |
| --- | ---------------------- | -- | -- | - | -- | -- | -- | --- | --- |
| 1   | Napier City Rovers     | 20 | 16 | 1 | 3  | 66 | 23 | 43  | 49  |
| 2   | Miramar Rangers        | 20 | 14 | 3 | 3  | 49 | 31 | 18  | 45  |
| 3   | Nelson United          | 20 | 13 | 4 | 3  | 47 | 20 | 27  | 43  |
| 4   | Wellington United      | 20 | 13 | 0 | 7  | 45 | 24 | 21  | 39  |
| 5   | Wellington Olympic     | 20 | 9  | 3 | 8  | 41 | 29 | 12  | 30  |
| 6   | Wanganui East Athletic | 20 | 9  | 1 | 10 | 43 | 43 | 0   | 28  |
| 7   | Petone                 | 20 | 5  | 6 | 9  | 21 | 29 | -8  | 21  |
| 8   | Lower Hutt City        | 20 | 5  | 4 | 11 | 19 | 30 | -11 | 19  |
| 9   | Tawa                   | 20 | 5  | 4 | 11 | 21 | 42 | -21 | 19  |
| 10  | Red Sox Manawatu       | 20 | 3  | 4 | 13 | 17 | 50 | -33 | 13  |
| 11  | New Plymouth Rangers   | 20 | 2  | 2 | 16 | 14 | 62 | -48 | 8   |

### Southern League
| Pos | Equipo                 | PJ | G  | E | P  | GF | GC | Dif | Pts |
| --- | ---------------------- | -- | -- | - | -- | -- | -- | --- | --- |
| 1   | Roslyn Wakari          | 18 | 15 | 3 | 0  | 58 | 13 | 45  | 48  |
| 2   | Woolston WMC           | 18 | 12 | 3 | 3  | 37 | 15 | 22  | 39  |
| 3   | Rangers                | 18 | 12 | 2 | 4  | 40 | 18 | 22  | 38  |
| 4   | Christchurch Technical | 18 | 11 | 3 | 4  | 54 | 25 | 29  | 36  |
| 5   | Dunedin Technical      | 18 | 8  | 3 | 7  | 35 | 23 | 12  | 27  |
| 6   | Christchurch United    | 18 | 8  | 2 | 8  | 25 | 21 | 4   | 26  |
| 7   | New Brighton           | 18 | 5  | 2 | 11 | 29 | 46 | -17 | 17  |
| 8   | Burnside               | 18 | 5  | 1 | 12 | 19 | 41 | -22 | 16  |
| 9   | Halswell United        | 18 | 3  | 1 | 14 | 20 | 61 | -41 | 10  |
| 10  | Cashmere Wanderers     | 18 | 0  | 2 | 16 | 9  | 63 | -54 | 2   |

## Fase nacional

### National League
| Pos | Equipo             | PJ | G | E | P | GF | GC | Dif | Pts |
| --- | ------------------ | -- | - | - | - | -- | -- | --- | --- |
| 1   | Waitakere City FC  | 7  | 5 | 2 | 0 | 23 | 8  | 15  | 17  |
| 2   | North Shore United | 7  | 3 | 3 | 1 | 15 | 10 | 5   | 12  |
| 3   | Waikato United     | 7  | 3 | 2 | 2 | 11 | 8  | 3   | 11  |
| 4   | Napier City Rovers | 7  | 3 | 1 | 3 | 11 | 9  | 2   | 10  |
| 5   | Miramar Rangers    | 7  | 3 | 1 | 3 | 11 | 11 | 0   | 11  |
| 6   | Nelson United      | 7  | 3 | 1 | 3 | 10 | 14 | -4  | 11  |
| 7   | Roslyn Wakari      | 7  | 1 | 2 | 4 | 10 | 19 | -9  | 5   |
| 8   | Woolston WMC       | 7  | 1 | 0 | 6 | 9  | 21 | -12 | 3   |

### Playoffs

#### Semifinales
| 22 de octubre de 1995 | Napier City Rovers | 0:1 | Waikato United | -, Napier |  |

| 22 de octubre de 1995 | Waitakere City | 3:0 | North Shore United | -, Waitakere |  |

#### Final preliminar
| 27 de octubre de 1995 | North Shore United | 1:1 (4:5 p.) | Waikato United | -, North Shore |  |

#### Final
| 4 de noviembre de 1995 | Waitakere City | 4:0 | Waikato United | Bill McKinlay Park, Auckland |  |

| Bandera de Nueva Zelanda         |
| Campeón Waitakere City 3º título |